# Hedge End
Hedge End – miasto w Anglii, w hrabstwie Hampshire, w dystrykcie Eastleigh. Leży 18 km na południe od miasta Winchester i 106 km na południowy zachód od Londynu.

## Współpraca
Miejscowość partnerska:
- Comines-Warneton, Belgia